# Chordeleg (canton)
Chordeleg est un canton d'Équateur situé dans la province d'Azuay.